# Karin Welge
Karin Welge (* 28. Oktober 1962 in Wadern) ist eine deutsche Juristin und Politikerin (SPD). Seit November 2020 ist sie Oberbürgermeisterin von Gelsenkirchen. Sie war zuvor Stadtkämmerin und Stadtdirektorin in Gelsenkirchen.

## Politik
Bei der Kommunalwahl am 13. September 2020 erhielt sie 40,4 % der abgegebenen Stimmen und belegte damit den ersten Platz vor Malte Stuckmann (CDU, 25,1 %). Bei der Stichwahl am 27. September 2020 erhielt sie 59,4 % der Stimmen (Stuckmann: 40,6 %) und wurde damit Nachfolgerin von Frank Baranowski (SPD), der nach 16 Jahren als Oberbürgermeister nicht mehr angetreten war. Am 1. November 2020 trat sie ihr Amt an. Welge ist in der Stadtgeschichte die erste Frau als Stadtoberhaupt von Gelsenkirchen.

## Leben

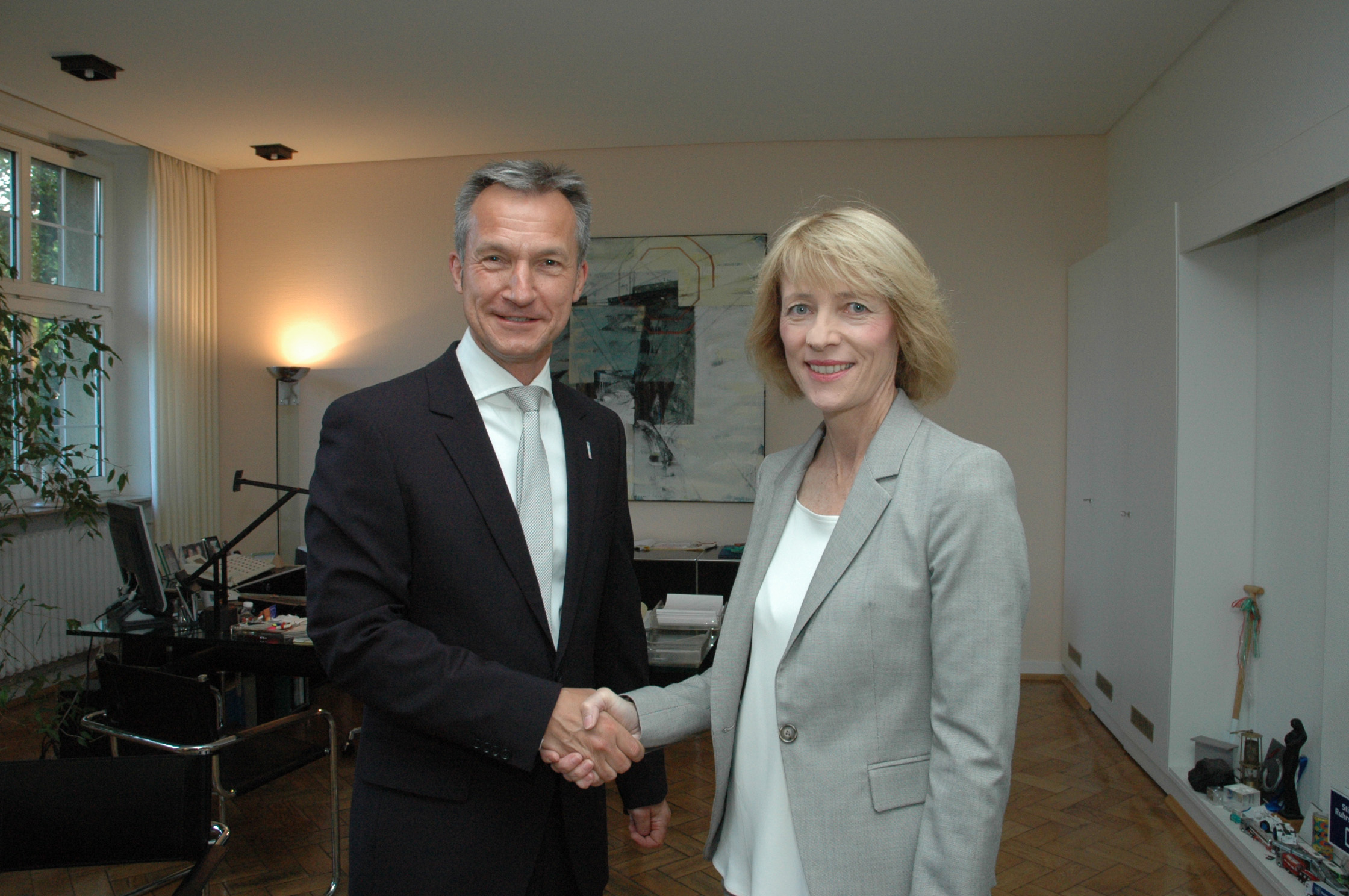
Der damalige Oberbürgermeister Frank Baranowski begrüßt Karin Welge 2011 zum Dienstantritt als Beigeordnete in Gelsenkirchen, ihrer ersten Stelle in der Stadt

Welge legte 1981 am Staatlichen Hochwaldgymnasium in Wadern das Abitur ab. Sie studierte Rechtswissenschaften und „Europäische Integration“ an der Universität des Saarlandes und an der Hochschule für Verwaltungswissenschaften in Speyer. 1991 legte sie das Zweite Juristische Staatsexamen ab.
Von 1991 bis 1992 war sie Büroleiterin des rechtspolitischen Sprechers der SPD-Bundestagsfraktion. Von 1992 bis 1997 lehrte Welge als hauptamtliche Dozentin an der Fachhochschule für Öffentliche Verwaltung NRW in Köln, wo sie allgemeines und besonderes Verwaltungsrecht unterrichtete sowie Umweltrecht, öffentliche Finanzwirtschaft, Polizei- und Ordnungsrecht.
Welge wurde 1998 zur Ersten Beigeordneten der Stadt Xanten gewählt, in der sie die Bereiche Finanzen, Kultur, Bildung, Sport Soziales und Liegenschaften verantwortete und als Vertreterin des Bürgermeisters amtierte. Diese Position hatte sie 13 Jahre inne.
Im Jahr 2011 wechselte sie nach Gelsenkirchen, wo sie zur Stadträtin und zum Vorstand für Arbeit und Soziales, Gesundheit und Verbraucherschutz gewählt wurde. Ab 2015 war sie Stadtkämmerin und Vorstand für Finanzen, Personal und Organisation sowie Feuerwehr. 2019 wurde Welge auch Stadtdirektorin und somit Vertreterin des Oberbürgermeisters im Amt.
Im Januar 2020 gab sie bekannt, dass sie bei der Oberbürgermeister-Wahl als Kandidatin ihrer Partei, der SPD, in Gelsenkirchen antreten werde.
Am 12. November 2021 wurde sie für die Geschäftsjahre 2022–24 zur Präsidentin der Vereinigung der kommunalen Arbeitgeberverbände gewählt.
Karin Welge ist geschieden und hat zwei erwachsene Töchter.